# Desiderio Segovia Montania
Desiderio Segovia Montanía nació el 13 de febrero 1887 en la Ciudad de San José, Paraguay. Fue conocido por su gestión e investigación en la Agricultura. Ayudó al Paraguay de la pre-guerra fomentando la producción agrícola. Fue administrador del Banco Agrícola del Paraguay.

## Reseña biográfica
Desiderio fue descendiente de José Domingo Segovia, un español que había viajado a Paraguay el cual se casó con la hija de Tomás Martínez, quien obtuvo tierras desde el arroyo Yhaguy hasta Moity San José. Ante la invasión Francesa a España, José Domingo Segovia volvió a su patria. Después de ello murió en la guerra Napoleónica. 
El bisabuelo de Don Desiderio, también de nombre José Domingo, contribuyó con nueve hijos a la guerra de la triple Alianza, y muchos murieron en el campo de batalla, menos uno de ellos, el cual sobrevivió con cicatrices y falleció en 1895. 
Don Desiderio era hijo de Felicia Montania y Felicísimo Segovia, quien de niño, en las postrimerías de la guerra, cuidaba bueyes. Llegó sólo a saber leer y escribir. Fue un trabajador del campo que llegó a tener 300 cabezas de ganado, 450 hectáreas de tierra y dos casas en el pueblo. 
Don Desiderio era ahijado de bautismo del hijo del Gral. Patricio Escobar, el Dr. Benigno Escobar, quien lo llevó a Asunción a estudiar. Así se graduó de bachiller en el Colegio Nacional de la Capital en Asunción. Después de la Revolución de 1904, en 1906, toma una de las decisiones que marcarían su vida por siempre: estudiar Agronomía en los Estados Unidos. Y así se embarca con otros tres estudiantes en una travesía de 26 días en el buque "Byron". En 1907 estudia inicialmente inglés intensivamente durante un año en la Universidad "Columbus", en Ohio. Solicita e ingresa posteriormente a la Universidad de Cornell en el estado de New York, en la carrera de Ingeniería Agronómica. De esta forma fue el primer paraguayo en estudiar Agronomía en los Estados Unidos.

### Gestión en la Administración Pública

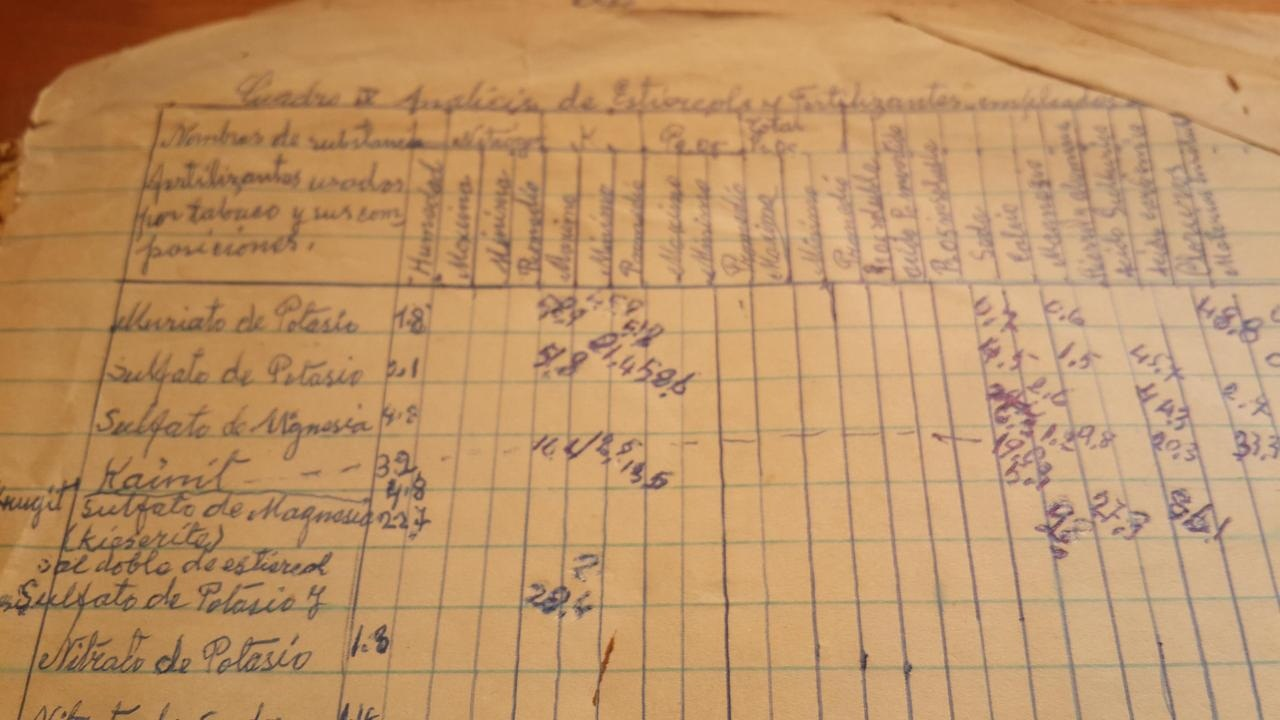
Estudio sobre el tabaco.

Luego del gobierno de los cívicos y ante las convulsiones políticas difíciles, estando en plena preparación de su tesis vuelve al país y es nombrado en el Banco Agrícola de Paraguay como Director del Jardín Botánico, donde funda una escuela de agricultura. Luego le fue asignado un cargo en la dirección de la oficina de Colonización e Inmigración, en donde redacta un informe sobre la situación del país comentado en el álbum gráfico de Paraguay de Monte Domeck. En esta etapa se interesó además por la fruticultura. En 1915 fundó la colonia Agrícola "Cornell", hoy San Blas. Fue vice-administrador del Banco Agrícola de Paraguay, llegando a convertirse en el administrador del mismo en 1928. Recorrió Paraguay enseñando la utilización del arado y la mecanización agraria en el cultivo agrícola, dunte el gobierno de Eligio Ayala (Abril/1923 - Agosto/1928), ante la situación de advenimiento de la guerra con Bolivia. El presidente Ayala le pide consejo acerca de la logística de provisión de alimentos al ejército paraguayo en el eventual caso de una contienda, y el Ing. Segovia le recomienda la creación de un Touring Club. A ese efecto el Touring Club fue fundado el 24 de setiembre de 1924. La idea era que la producción agrícola pudiera ser extraída de las diversas regiones productivas del país de formarápida. Esto fue lo que posibilitó que el ejército paraguayo, ya en plena guerra con Bolivia, entre 1932 y 1935 pudiera comer y sustentarse.  
También contribuyó a la producción agrícola campesina con la implementanción de competencia de arados, con la gestión del presidente Ayala, quien adquirió un considerable número de maquinarias, arados, tractores, cultivadoras y sembradoras. En ese tiempo Paraguay se enfrentaba a un gran problema de tierras luego de la venta de propiedades públicas en los gobiernos anteriores. Ante la falta de producción rural y debido a la incipiente industrialización en las grandes ciudades, se produjo la migración campesina hacia la capital. El gobierno de Eligio Ayala combatió esto fomentando la venida de grupos de inmigrantes, como los Menonitas en el Chaco, etc. Se buscaba así que la población volviera al cultivo de la tierra. En 1926 se crea una ley de fomento y conservación de la pequeña propiedad agropecuaria; la idea era darle título de propiedad a los campesinos. En 1927, de 55 colonias se pasa a 77 centros de producción con 100.000 campesinos para una población de 900.000 habitantes. Se distribuyen 228.000 hectáreas. De esta forma Don Desiderio, con su humildad y trabajo, ayudó a que Paraguay mantenga hoy por hoy sus 200.000 kilómetros cuadrados de superficie en el Chaco.

### Vida personal
No quedan suficientes registros sobre su vida personal, pero se sabe que su primera relación con Sabina Ovelar tuvo 3 hijos: Víctor, Georgina y Zenaida. En 1922 contrae nupcias con Catalina Nerhot, con quien tiene 7 hijos: Desiderio Rafael, Juan Alejandrino, Sixto Felicisimo, Luis Heraclio, Catalina, Antonio Valentin y María Angélica.

### Vida posterior a la gestión pública
Durante la guerra del Chaco estuvo encargado de la producción agraria de Limpio, Luque y Aregua. Posterior a la guerra se dedicó a la producción y a la investigación, profundizando sus estudios sobre el tabaco, el maíz y otros cultivos. Después de ello siguió colaborando con la agricultura. Fue uno de los fundadores de la Facultad de Ciencias Agrarias y de la Asociación de Ingenieros Agrónomos del Paraguay. 
Falleció en 1975 dejando una numerosa descendencia.  